# Poznań Franowo
Poznań Franowo – największa w Wielkopolsce stacja towarowa i projektowany przystanek osobowy, leżący na linii kolejowej nr 352 Swarzędz – Poznań Starołęka.

## Charakterystyka
Stację gruntownie zmodernizowano i oddano do użytku w maju 1987, po 17 miesiącach prac, podczas których ułożono 45 km nowych torowisk, 150 rozjazdów i zbudowano trzy nowe nastawnie. W uroczystości otwarcia (8 czerwca 1987) udział wziął m.in. minister Janusz Kamiński, dyrektor ZDOKP Zbigniew Pajdak, a także Gabriela Rembisz, Edward Łukasik, Bronisław Stęplowski i prezydent Andrzej Wituski.
Posiada jedną z najnowocześniejszych górek rozrządowych z jednymi z najnowocześniejszych i najbezpieczniejszych szczękowych hamulców torowych, umożliwiających zmniejszenie prędkości wagonu i zwiększenie odstępu między nimi oraz ogromną zdolność przeładunkową. Proces przeładunku zaczyna się na tak zwanej grupie przyjazdowej. Rozrząd rozpoczyna sygnał tarczy manewrowej. Lokomotywa manewrowa, najczęściej SM42 spycha wagony na górkę, a manewrowy rozpina sprzęgi. Pod wpływem siły ciężkości odprzęgi staczają się na tory kierunkowe. Na terminalu zamontowano system rozrządu ASR, umożliwiający rozrząd od 1600 do 3500 wagonów na dobę a w godzinach szczytu od 250 do 300 wagonów. Na grupie odjazdowej następuje zestawienie składu, podpięcie lokomotywy liniowej, odprawienie i odjazd pociągu. Autorką projektu układu torowego stacji jest mgr inż. Hanna Sułek.
Terminal składa się z:
- grupy torów przyjazdowych – nastawnie PFA i PF2,
- grupy kierunkowej – nastawnia PF2, prowadząca rozrząd na górce,
- grupy kierunkowo-odjazdowej PFB i peronów 2 oraz 3,
- grupy odjazdowej – nastawnia PFC oraz peron nr 1,
- grupy tranzytowej zachodniej połączonej z dawną częścią pasażerską złożoną z peronów 4-7 – nastawnia PFA,
- grupy tranzytowej wschodniej – nastawnia PFD oraz perony 11 i 12.

Terminal na Franowie posiada własną lokomotywownię gdzie stacjonują m.in. lokomotywy EU07, ET22, EM10 oraz EU43
W 2020 r. PKP Polskie Linie Kolejowe złożyły do programu Komisji Europejskiej "Łącząc Europę" wniosek o dofinansowanie modernizacji kolejowej obwodnicy towarowej Poznania do ruchu pasażerskiego i wybudowanie 7 przystanków osobowych na terenie Poznania i jednego poza terenem miasta.

## Centrum logistyczne
W grudniu 2013 r. na stacji został otwarty jeden z największych terminali kontenerowych w PKP Cargo, umożliwiający obsługę nawet do 79 tysięcy kontenerów rocznie. Jest to pierwszy etap budowy na Franowie centrum logistycznego.
W lipcu 2015 r. rozpoczęła się rozbudowa terminala, dzięki czemu będzie on mógł pomieścić do 1800 TEU (obecnie 1280 TEU). W ramach inwestycji zostaną również m.in. przebudowane drogi dojazdowe. Zakończenie prac przewidziane jest na grudzień 2015 r.

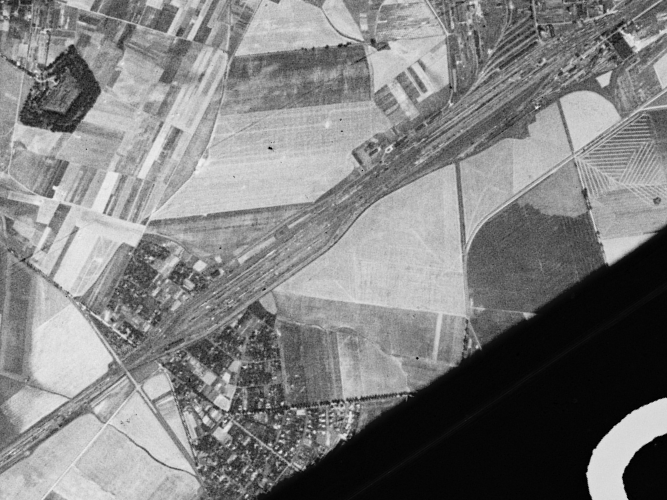
Tereny stacji i górki rozrządowej Franowo, zdjęcie satelitarne, 1965 r.
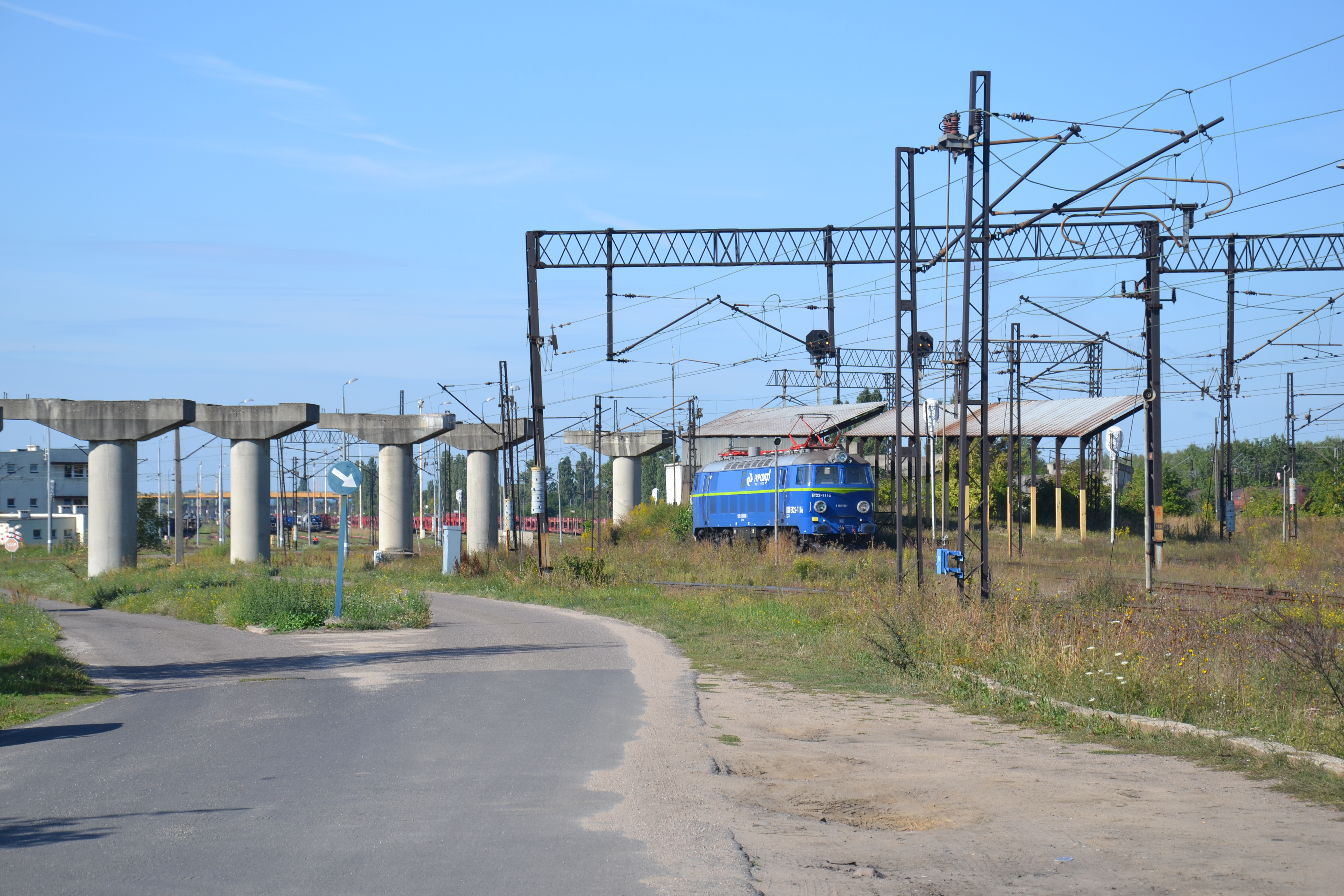
ET22 manewruje w pobliżu górki rozrządowej na stacji Poznań Franowo
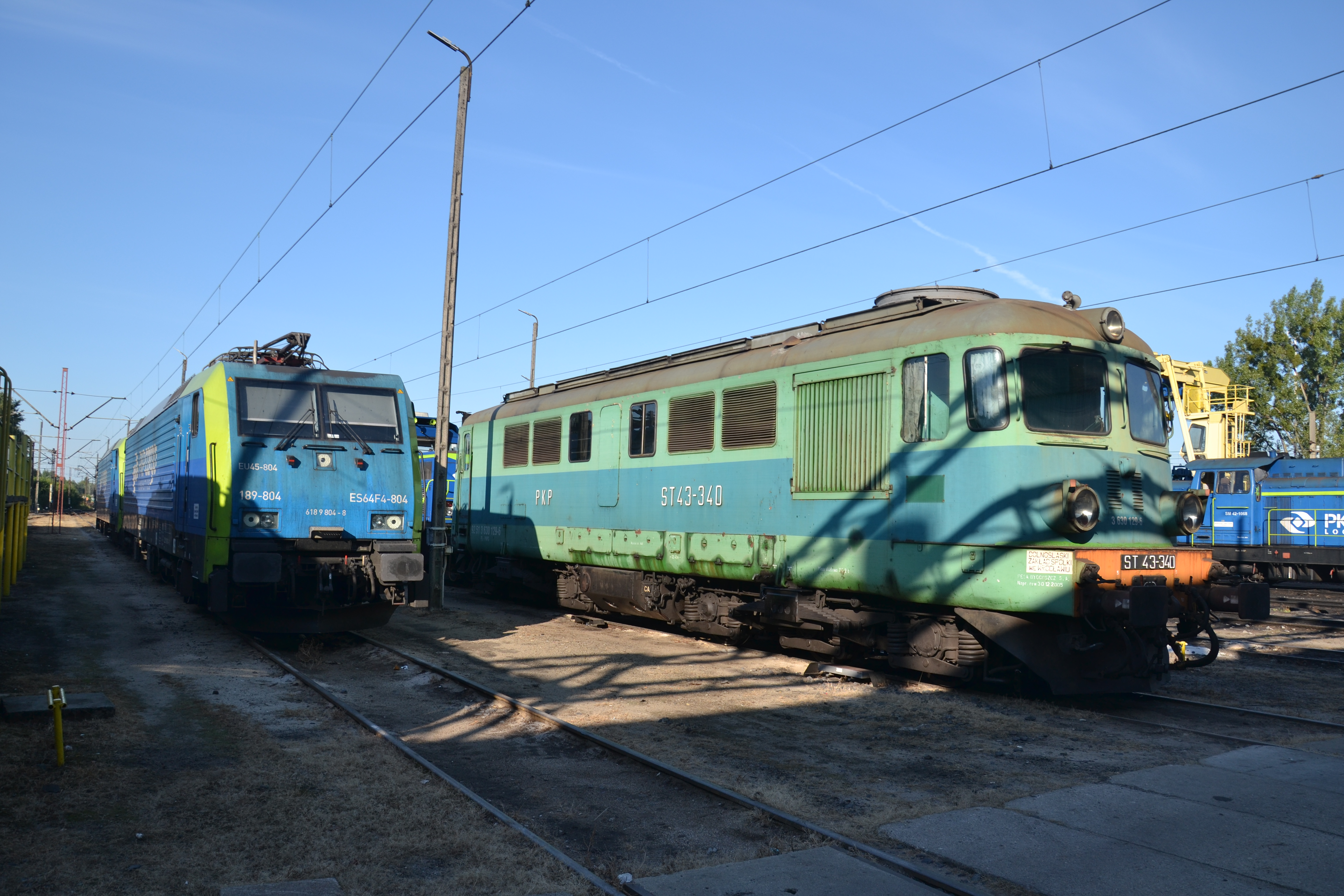
Lokomotywy EU45 i ST43 w lokomotywowni Poznań Franowo